# Cleveland, Quận Marathon, Wisconsin
Cleveland là một thị trấn thuộc quận Marathon, tiểu bang Wisconsin, Hoa Kỳ. Năm 2010, dân số của thị trấn này là 1.454 người.